# Padenia intermedia
Padenia intermedia är en fjärilsart som beskrevs av Van Eecke 1929. Padenia intermedia ingår i släktet Padenia och familjen björnspinnare. Inga underarter finns listade i Catalogue of Life.